# Jeanne Bamberger
Jeanne Bamberger (Minneapolis, Minnesota, 11 de febrero de 1924 -  Berkeley, 12 de diciembre de 2024), fue una profesora y académica musical estadounidense.

## Biografía
Su madre, Gertrude Kulberg  y su padre era el médico Moses Shapiro, provenía de una familia judía rumana que había emigrado a Minneapolis .
Bamberger fue una niña prodigio del piano, había estudiado con Florence Goodenough, pionera en el estudio sistemático de los niños. Bamberger fue pianista en Minneapolis donde actuó con la Sinfónica de Minneapolis antes de llegar a la adolescencia. 
Estudió en la Universidad de California, Universidad de Minnesota y Universidad de Columbia. En 1998 recibió una Beca Guggenheim para escribir un libro sobre la inteligencia musical y su desarrollo.
En 2017 recibió el Premio Edith Ackerman y en 2019 el Premios SEMPRE a la trayectoria.

### Libros
- 1988, El arte de escuchar
- 2000, Desarrollar intuiciones musicales.
- 2013, Descubriendo la mente musical.